# Володарська сільська рада (Україна)
| Володарська сільська рада — колишній орган місцевого самоврядування у Поліському районі Київської області з адміністративним центром у с. Левковичі. Історична дата утворення: в 1936 році. Водоймища на території, підпорядкованій даній раді: річка Вересня. Сільській раді були підпорядковані населені пункти: - с. Левковичі - с. Городещина - с. Дубова |

## Склад ради
Рада складалася з 12 депутатів та голови.

### Керівний склад ради
| ПІБ                          | Основні відомості                                                                     | Дата обрання | Дата звільнення |
| ---------------------------- | ------------------------------------------------------------------------------------- | ------------ | --------------- |
| Бойко Володимир Федорович    | Сільський голова, 1957 року народження, освіта, безпартійний                          | 26.03.2006   | 29.04.2009      |
| Шуляренко Микола Миколайович | Сільський голова, 1975 року народження, освіта середня спеціальна, безпартійний       | 31.10.2010   | 09.09.2012      |
| Ребрик Любов Леонідівна      | Сільський голова, 1956 року народження, освіта середня загальна, член Партії регіонів | 09.09.2012   |                 |

Примітка: таблиця складена за даними джерела